# André Thouin
André Thouin (Parigi, 10 febbraio 1747 – Parigi, 27 ottobre 1824) è stato un botanico e agronomo francese.

## Biografia
Figlio d'arte - il padre Jean André era stato capo giardiniere del "Jardin du Roi" e il fratello era il celebre progettista di giardini Gabriel Thouin (1748-1829),  André apprese la botanica da Bernard de Jussieu (1699-1777). All'età di diciassette anni rimase orfano. Buffon, allora, gli offrì di sostituire suo padre e il giovane Thouin non lo deluse: fece aumentare il numero delle piante e delle colture, al punto che, al momento della sua morte, il giardino contava oltre 6.000 specie viventi.
Gran Maestro delle collezioni del Museo, botanico, specializzato in innesti e nella coltivazione di specie esotiche, divenne membro della Società di Agricoltura nel 1784, dell'Accademia delle scienze di Francia nel 1786 e, complessivamente, di 72 fra Accademie e Società scientifiche. Assieme a René Louiche Desfontaines (1750-1831) stilò l'inventario di tutti gli orti botanici presenti nei dintorni di Parigi che erano stati proprietà di nobili o di altri dignitari decaduti e collaborò all'"Encyclopédie".
Nel 1789 venne eletto Deputato supplente del Terzo Stato agli Stati Generali e, nel 1790, membro del Consiglio generale del Dipartimento della Senna, titolo che mantenne sino al 10 agosto 1792. L'anno seguente ebbe la nomina di professore amministratore del Museo nazionale di storia naturale di Francia, incaricato del corso di coltivazione e acclimatazione delle specie alloctone. All'interno del Museo Thouin creò nel 1806 una Scuola di agricoltura pratica.
Abitava nel Jardin des plantes, con i fratelli e le sorelle, presso antiche serre e riceveva talvolta personaggi come Malesherbes, Rousseau, ecc. Nel 1794 seguì l'esercito nei Paesi Bassi, dove fu incaricato, assieme a Barthélemy Faujas de Saint-Fond (1741-1819) di recuperare collezioni. Il medesimo incarico gli viene affidato durante la Campagna d'Italia di Bonaparte.
André Thouin morì a Parigi nel 1824 a 77 anni.

Georges Cuvier (1769-1832) pronunciò il suo elogio funebre di fronte all'Institut de France.

## Opere
- Essai sur l'exposition et la division méthodique de l'économie rurale, sur la manière d'étudier cette science par principes et sur les moyens de... la perfectionner,  Tipografia de Marchant, Parigi, 1805.
- Description de l'école d'agriculture pratique du Muséum d'histoire naturelle, Parigi. 1814.
- Manuel d'arboriculture. Manuel illustré de la culture, de la taille et de la greffe des arbres fruitiers, 1819.
- Monographie des greffes, ou Description technique des diverses sortes de greffes employées pour la multiplication des végétaux, 1821.
- Instruction pour les voyageurs et pour les employés dans les colonies sur la manière de recueillir, de conserver et d'envoyer les objets d'histoire naturelle, rédigée... par l'administration du Muséum royal d'histoire naturelle, 1824.
- Cours de culture et de naturalisation des végétaux, Edito da M.me Huzard et Déterville, Parigi, 1827. (con un atlante in 4° e 65 tavole incise).
- Numerose collaborazioni sotto forma di articoli, nell’Encyclopédie méthodique (sezione Agricoltura), nel Supplément di François Rozier, nelle Mémoires de la Société d'agriculture, nella Feuille du Cultivateur, nella Bibliothèque physico-économique, nel Dictionnaire d'histoire naturelle e nel Nouveau Cours d'agriculture, (due opere pubblicate da Déterville), negli Annales de l'Agriculture françoise, e negli Annales et Mémoires du Muséum d'histoire naturelle.
- Cours de culture et de naturalisation des végétaux, (3 volumi e un atlante in 4°)  fu fatto pubblicare nel 1827 da suo nipote Oscar Leclerc-Thouin.